# ئی‌ام‌دی اس‌دی‌پی۴۵
ئی‌ام‌دی اس‌دی‌پی۴۵ (انگلیسی: EMD SDP45) یک لوکوموتیو دیزلی ساخت شرکت جنرال موتورز الکترو-موتیو دیویژن است.
این لوکوموتیو که مابین سال‌های ۱۹۶۷ تا ۱۹۷۰ تولید می‌شده دارای ۲۰ سیلندر و ۳۶۰۰ اسب بخار قدرت بوده است.